# Brachycyrtus walkleyae
Brachycyrtus walkleyae är en stekelart som beskrevs av Ian D. Gauld och Ward 2000. Brachycyrtus walkleyae ingår i släktet Brachycyrtus och familjen brokparasitsteklar. Inga underarter finns listade.